# Bruno Ochman
Bruno Ochman (ur. 7 września 1929 w Sault Ste. Marie, zm. 3 listopada 1990 tamże) – kanadyjski zapaśnik walczący w stylu wolnym. Olimpijczyk z Melbourne 1956, gdzie zajął czternaste miejsce w wadze półśredniej.
Wicemistrz igrzysk panamerykańskich w 1959 roku.

## Letnie Igrzyska Olimpijskie 1956
| Konkurencja      | Rundy eliminacyjne   | Klas. końcowa |
| Konkurencja      | Przeciwnik I         | Miejsce       |
| ---------------- | -------------------- | ------------- |
| 73 kg styl wolny | Mitko Petkow (BGR) P | 14.           |